# Ruth Stone
Ruth Stone (Roanoke (Virginia), 8 de junio de 1915 – 19 de noviembre de 2011) fue una poetisa estadounidense.

## Biografía
Stone nació en Roanoke (Virginia) y vivió allí hasta los seis años, cuando su familia se trasladó junto a su familia a Indianapolis. Impartió clases en la Universidad de Illinois. Su primer matrimonio fue con John Clapp en 1935,con el que tuvo una hija. Su segundo matrimonio fue con el profesor y poeta Walter Stone en 1944, con el que tuvo dos hijas más. Walter Stone se suicidó en 1959. Esta tragedia afectó profundamente a Ruth Stone, quien, para mantenerse a sí misma y a sus hijas, trabajó enseñando poesía en universidades por todo Estados Unidos. En 1990 Stone trabajó como profesora de Escritura creativa en la Universidad de Binghamton y se retiró a los 85 años.

## Obra
El verso de Stone fue publicado ampliamente en periódicos, y fue autora de trece libros de poesía. Su trabajo se distingue por su tendencia a dibujar imágenes y lenguaje de las ciencias naturales.

## Premios
- Premio de Poesia de la Revista Bess Hoken, 1953[3]
- Beca de la Kenyon Review en poesía, 1956[6]
- Beca del Instituto Radcliffe, 1963-1965[3]
- Beca Guggenheim, Poesía, 1971[7]
- Beca Guggenheim, Poesía, 1975[7]
- Premio Delmore Schwartz, 1983[3]
- Premios Whiting, 1986[3]
- Premio de Poesía Paterson, 1988
- Premio Cerf a la Trayectoria del Estado de Vermont
- Premio Memorial Shelley. Premio Rey Eric Mathieu, Academia de Poetas de Estados Unidos
- Premio Nacional de Poesía por In the Next Galaxy, 2002
- Premio Wallace Stevens, Academia de Poetas de Estados Unidos, 2002
- Poeta Laureado de Vermont, 2007
- Finalista, Premio Pulitzer de Poesía por What Love Comes To: New and Selected Poems,  2009